# 服部経治
服部 経治（はっとり つねはる、1934年1月17日 - 2004年1月3日）は運輸官僚。岡山県新見市出身。

## 概要
国鉄職員の父親の家庭で育つ。1955年に東京大学法学部を卒業し、同年に運輸省に入省。
1976年に運輸省を舞台としたロッキード事件が発覚し、運輸省でマスコミ対策のために1977年に大臣官房広報室長に抜擢され、渉外力で頭角をあらわす。1981年から1982年にかけて航空局参事官や官房審議官として成田空港問題を担当。
その後、航空局参事官、地域交通局長、官房長を経て1987年6月から運輸事務次官に就任。次官時代に10年以上も棚上げになっていた整備新幹線を軌道に乗せた。1989年6月に運輸事務次官を退官。
1991年6月に関西空港会社の社長に就任。建設事業費の工面や地元交渉を担当した。関空のターミナルビルが縮小されそうになっていたのを原案通りに押し戻し、1994年9月に関空を開港させた。1996年6月に三期目の任期を1年残して関空社長を辞任。
関空社長辞任後に社長在任中の関空の清掃業務事業に絡んで収賄罪（関空会社法違反）に問われ1997年1月に逮捕され、1998年9月1日に東京地裁で懲役1年6月執行猶予3年追徴金約174万円と金の延べ板（約42万円相当）没収の有罪判決が言い渡され確定した（泉井事件）。
2004年1月3日に死去した。